# 自然体験不足障害
自然体験不足障害(NDD）という言葉はリチャード・ルーヴの２００５年の著書「森のなかの最後の子供」  に依る。人間、特に子どもが屋外で過ごす時間がより少ない場合、 多義にわたる問題行動につながるという。 この障害はいずれの医療や精神疾患などの各マニュアル ICD-10 、 DSM-5上では認定されていない。 2009年に実証が評価されている。 リチャード・ルーヴはこう言及している。「自然体験不足障害はあくまで医薬治療の診断対象としてではなく、自然世界から隔絶された人間が支払う代償の説明として役立つでしょう。」
ルーヴの主張によれば、この現象の原因として親側の恐怖や不安、自然界へのアクセス制限、スクリーン画面への誘惑などが挙げられる。 最近の研究では米国における 国立公園 への訪問者数の減少に対比して児童による電子メディア消費量の増加傾向がみられている。
その言葉はなぜ、そしてどのように、児童が屋外の自然界で十分な時間を過ごさないのか、という根本的な問題を不適切に扱い曖昧模糊なものにしてしまう誤診であるとも批判された。

## 研究
リチャード・ルーヴは１０年間に米国中を旅して周り、都市部と地方部両方の親子達を対象に、自然にふれる体験談について話をした。ルーヴは誇張されたメディア報道と、被害妄想の親達が文字通り「子供達を怖がらせて森や野からさっさと出て行かせ」その間に想像力を使う遊びよりも厳しく統制された「安全な」競技が推奨され、訴訟好きな恐怖の文化が助長される事になったと主張する。
これらの流行を認識するに際し、一部の人々 は、人間は本能的に自然を愛する （ビオフィリア仮説）ものと主張し、屋外の時間を増やすように自ずと外へ出る。例えば、 屋外の教育、または児童を 森の幼稚園 や 森林の学校へ通わせたりする。  ゆっくり育児法（米国で流行っているスローペアレンティングと呼ばれる育児法 ）支持者が子供達を屋内に留めておくよりは自然環境の下に連れ出す事が実際的な手法の一つとして提唱されているのは偶然かもしれない。
世界中の他の研究者による研究結果は全て、身体活動と自然に触れる事は健康維持にとって大切であると示唆している。 自然の環境に関わる事で精神疾患や心身の健康に良好な影響がもたらされ、 悲しみや破滅的な感情を軽減できたという報告がある。

## 原因
- 親は危険から守るために子供を屋内に保つ。 リチャード・ルーヴはそれが過保護になり子供が自然界と繋がる能力を養うのを妨げる問題になっていると考える。 メディアの多大なる影響で親はますます「見知らぬ人は危険」だと恐怖を募らせ、 外で冒険させるよりも子ども部屋でコンピューターの前に座らせている。 ルーヴは親は子供達の生活を左右し多大な影響を与えるので、それが自然体験不足障害の最大の原因ではないだろうかという考えに達した。
- 子供達の居住する町や都市に囲まれていた自然の喪失。 多くの公園や自然保護区はアクセスが制限されている。「遊歩道から逸れて立ち入らないでください」の標識などがある。 環境運動家と教育者が「見るだけです。触らないでください」と子供達にさらなる制約を加えている。 自然環境の保護活動において、子供達と自然との関係性が自然保護活動の代償になっているのではないだろうかとルーヴは問いかけている。
- 子供達を室内に引き止めておく物の増加。コンピューター、ビデオゲームやテレビの登場で、児童がより室内で過ごしていたい理由が増えた。平均的な米国の児童が電子メディアを使って過ごす時間は週44時間との統計が出ている。

## 影響
- 子供達は囲まれている自然に対して、畏敬の気持ちを殆ど持ち合わせていない。ルーヴは 自然体験不足障害が子供達にもたらす影響は将来的にますます大問題に発展するだろうと懸念する。「過去約３０年の間に加速的に、子供達と自然との直接のふれあい体験から急激に離脱しているのです。---それは根本的なことを意味します。次世代の健康のみでなく地球そのものの健康に影響が起きています。[17] この影響は自然体験不足障害の第一世代がその親の世代よりも短命というリスクを持つかもしれません。」[18]
- 欠陥障害やうつ病 の発症も考えられる。「自然と過ごす時間が得られない子供は、不安感が強く抑うつや注意欠陥といった傾向が見られるのが問題です。」ルーヴは屋外に出て静かな時間を持ち落ち着かせるのが効果的だと提案する。 　　　　　　　　　　　　イリノイ大学の研究によれば、自然とのふれあいが子供の注意欠陥障害の症状を軽減したとの報告がある。研究報告によれば、「全体的に見て、我々の研究結果では下校後や週末の活動として何の変哲もない自然とのふれあいが児童における注意欠陥障害の症状を軽減するという事が示唆される。」[19] 注意の回復理論Attention Restoration Theory(ART)はさらにこの考えを発展して論じられている。短期間の能力回復とともに、長期間のストレスや困難に応じる能力回復も含まれている。
- 注意欠陥障害および気分障害の発症は、低学年の子供にもNDDが関連していると見られている。「カリフォルニア州および全米の学童を調査対象にしたところ、屋外教室などの実験的な体験型教育を実施する教育機間は、目覚ましい学童の成績結果が社会学や科学、言語に芸術に見られます。」とルーブは主張する。
- [20]
- 小児 肥満 もますます深刻である。 米国の約9万人の子供（年齢6-19歳)が肥満または肥満傾向にある。 医学会の報告では、過去30年間余りで青年の肥満が２倍以上に膨れ上がり、年齢6-11歳の子供の肥満は３倍以上に増加している。
- 機関誌パブリックスクール・インサイトのインタビューにおいてルーヴは自然体験不足障害の治療成果を述べた。「集中力からストレス軽減、創造性とすべて良い影響ばかりです。認知能力の開発と不思議感覚の発達、地球との繋がりを確認できる事もです。」
- 児童の露光不足（屋外においての）は、日光による化学反応の信号不足で成長期の眼球器官がうまく伸びず、 近視 になるおそれがある。[21][22]

## 批評
チャペル・ヒルにあるノースカロライナ大学教員のエリザベス・ディキンソンは、自然体験不足障害の事例研究をノースカロライナの森林保全教育プログラムであるNCESFで行った。ディキンソンはルーヴの著書を「人間と自然との間の壊れてしまった関係を取り戻すべきだという重要な警鐘である」と評価し、学童が自然と直接ふれあう事を許容するのは治療効果があると賛同した。しかし、ルーヴの論法では有意義な変化から自然体験不足障害を防止するためにどうあるべきかが欠落している。 彼女は自然体験不足障害として語られるこの問題は、子供達が外界で自然界に接していない事ではなく、その大人達の「機能不全である文化の行いと精神構造」によると主張する。ディキンソンによれば、「より深い我々の文化検討と、オルタナティブな生活文化の実践が皆無なままでは、『自然体験不足障害』は、誤診である—問題を曖昧にさせ解決につながらない、危険をはらんだ現代の環境論である。」